# Miloslav Jareš
Miloslav Jareš (12. ledna 1903, Praha – 18. července 1980, Praha) byl český rozhlasový, divadelní a filmový režisér.

## Život

### Studium a divadlo
Studoval na reálném gymnáziu (1914–1918) a obchodní akademii (1918–1921) a v letech 1921–1926 na pražské konzervatoři. K jeho profesorům zde patřil Jaroslav Hurt. Posluchači konzervatoře a absolventi třídy Jaroslava Hurta ve dvacátých letech dvacátého století hráli svá veřejná představení v budově holešovické Legie malých v Plynární ulici, poblíž divadla Uranie. V tomto studiu působili např. Jan Škoda, František Salzer, Otomar Korbelář, Ladislav Boháč, Jarmila Horáková, Světla Svozilová, Jiřina Šejbalová, Jiří Frejka, Václav Trégl, Bohuš Záhorský, Erik Adolf Saudek, výtvarníci František Muzika a František Zelenka, hudebníci Jaroslav Ježek, Miroslav Ponc, Iša Krejčí, choreograf Saša Machov a další. Po odchodu některých členů (vč. Jiřího Frejky) do angažmá, zorganizoval Jareš ze zbývajících členů studia Scénu adeptů, což bylo volné sdružení absolventů a posluchačů konzervatoře.
V roce 1923 Jareš vytvořil při Legii malých amatérské Divadlo mládeže, které fungovalo v sále Legie malých až do roku 1934, kde se souborem dětí hráli příležitostně i někteří konzervatoristé a mladí herci. S Jarešem v Divadle mládeže spolupracovali např. výtvarník František Zelenka, hudební skladatel Miroslav Ponc a jako dramaturg E. A. Saudek. Úspěšné uvedení hry Mauglí uvedlo divadlo nejen na své scéně, ale pohostinsky i v Osvobozeném divadle a v Divadle na Vinohradech. Jarešovo působení v Divadle mládeže mělo ve vývoji divadelní tvorby pro děti zásadní význam.
Od roku 1926 působil v Osvobozeném divadle. Jeho poslední rolí byla malá úloha ve hře Líčení se odročuje (premiéra 1929, sál U Nováků, režie V+W).
Za Protektorátu působil pohostinsky jako režisér v holešovické Uranii. Od roku 1942 působil jednu sezónu jako režisér v Nezávislém divadle. V letech 1945–1948 působil v Divadle 5. května jako režisér, spolu s Antonínem Kuršem, Františkem Salzerem a Alfrédem Radokem. Soubor divadla pocházel především z holešovické Uranie. V Divadle 5. května připravil Jareš 14 premiér.

### Rozhlasová činnost
Jeho hlavní činností byla práce rozhlasového režiséra. Profesor dramatického oddělení pražské konzervatoře Jaroslav Hurt, který byl v roce 1927 jmenován prvním profesionálním režisérem rozhlasu (Radiojournal), si přizval jako asistenta svého žáka z konzervatoře Miloslava Jareše. Od sezóny 1933–1934 se Jareš věnoval především rozhlasu (po jeho odchodu z Divadla mladých toto zaniklo), od Radiojournalu obdržel v roce 1937 trvalou smlouvu. S rozhlasem pak spolupracoval až téměř do své smrti.

## Citát
| „                | Ale Jarešovi už v kolébce sudičky určily, že bude rozhlasovým režisérem. Neodolal lákání svého profesora – nejprve mu dělal asistenta, později začal rozhlasové hry režírovat sám. Sudičky měly pravdu: Jareš postrčil toto umění o hodný kus dopředu…Jarešovy rozhlasové režie se snad ani nedají spočítat. Ale on přitom nikdy nezapomněl na svoji první a největší lásku – na divadlo. Jím v Osvobozeném vlastně začínal. | “ |
| — Ladislav Boháč | |   |

## Dílo

### Vybrané divadelní role
- 1924 N. N. Jevrejnov: Veselá smrt, Pierot, Scéna adeptů, režie Jiří Frejka
- 1927 Yvan Goll: Pojištění proti sebevraždě, žurnalista Camembert, (j. h.), Osvobozené divadlo (Umělecká beseda), režie Jiří Frejka

### Vybrané divadelní režie
- 1923 Karel Driml: Čínské zrcadlo, Divadlo mládeže
- 1924 neznámý autor: Fraška o kádi, Scéna adeptů
- 1928 Lila Bubelová: Junák, slunéčko jasné, Divadlo mládeže
- 1931 R.Kipling, V.M.Volkenštejn: Mauglí, Divadlo mládeže
- 1933 P. P. Gorlov: Uchvatitel ohně, Divadlo mládeže
- 1942 R. M. Rilke: Takový už je život, Nezávislé divadlo
- 1945 Svatopluk Čech: Ve stínu lípy, Divadlo u Nováků
- 1945 Honoré de Balzac: Mercadet, Divadlo 5. května
- 1945 Otakar Černoch: Veliká zkouška, Divadlo 5. května
- 1946 Peter Karvaš: Meteor, Divadlo 5. května
- 1946 Alfred de Musset: Rozmary Marianiny, Divadlo 5. května
- 1947 Marcel Achard: Život je krásný, Divadlo 5. května
- 1947 Patrick Hamilton: Plynová lampa, Divadlo 5. května
- 1947 Agatha Christie: Deset malých černoušků, Divadlo 5. května
- 1948 Sean O'Casey: Jen jeho stín, Divadlo 5. května
- 1948 Jiří Mahen: Chroust, Divadlo 5. května

### Vybrané rozhlasové režie
- 1936 Edmond Rostand: Cyrano z Bergeracu
- 1936 M.V. Kratochvíl: Smrt krále Jana
- 1937 Josef Čapek: Země mnoha jmen
- 1937 Molière: Lakomec
- 1938 Karel Čapek: Bílá nemoc
- 1938 A.Dumas: Tři mušketýři
- 1945 M.Kopecký-R.Walter: Pan Franc ze zámku
- 1945 František Langer: Svatý Václav
- 1946 G. B. Shaw: Léčení hudbou
- 1947 H. G. Wells: Údolí slepých
- 1948 Jaroslav Vrchlický: Smír Tantalův
- 1950 William Shakespeare: Othello
- 1951 Alois Jirásek: Filosofská historie
- 1952 Alois Jirásek: Kolébka
- 1955 A. S. Puškin: Kamenný host
- 1956 J. K. Tyl: Strakonický dudák
- 1961 K. H. Mácha: Máj
- 1961 Pierre Corneille: Cid : Drama lásky a cti na španělském královském dvoře, překlad Svatopluk Kadlec, rozhlasová úprava a dramaturgie Jaroslava Strejčková, hudba Jiří Berkovec, režie Miloslav Jareš. Hrají: Ferdinand I. kastilský král (Ladislav Boháč), kastilská infantka (Marie Glázrová), Don Diego (Karel Pavlík), Don Rodrigo, jeho syn (Václav Voska), Don Gomez, hrabě z Gormazu (Vladimír Šmeral), Ximena, jeho dcera (Viola Zinková), Leonora, infantčina vychovatelka (Julie Charvátová), Elvíra, Ximeina vychovatelka (Jaroslava Drmlová) a další. Československý rozhlas[13]
- 1966 Jaroslav Kvapil: Princezna Pampeliška, lyrická pohádka o útěku, lásce a oběti. Rozhlasová úprava a režie Miloslav Jareš, hudba Zdeněk Horymír Procházka, dramaturgie Jaromír Ptáček. Osoby a obsazení: vypravěčka (Julie Charvátová), chudý král (Soběslav Sejk), princezna Pampeliška (Viola Zinková), její chůva (Jaroslava Drmlová), královský obřadník (Artuš Kalous), královský kuchař (František Holar), mocný princ z Hispánie (František Krahulík), jeho vojevůdce (Jiří Hurta), vojín v jeho táboře (Rudolf Široký), Honza (Bořivoj Navrátil), jeho máma (Marie Glázrová), pastevci (Vladimír Salač, Karel Fořt a Jan Plavka), sousedova dcera (Eva Klepáčová), primátor města Kocourkova (František Hanus), starší toho města (Zdeněk Hodr), syn primátorův (Petr Haničinec), jeho přítel (Karel Houska), městská stráž (Vladimír Čech) a tulák (Rudolf Pellar)
- 1969 Molière: Misantrop
- 1970 Honoré de Balzac, Walter Hasenclever: Gobseck
- 1972 Václav Kliment Klicpera: Hadrián z Římsů

### Filmová režie
- 1937 Kříž u potoka

## Osobnosti české kultury o Miloslavu Jarešovi
Otakar Brousek st.
- To, co znamenali E. F. Burian a Jindřich Honzl pro můj jevištní přednes, co mě naučili, když jsem pracoval v jejich souborech, to znamenal Jareš pro mou interpretaci poezie před mikrofonem.[14]

Jindřich Černý
- Nejúspěšnějšími a zároveň nejprecizněji provedenými se stávaly inscenace lehkého, veseloherního, konverzačního repertoáru, jejichž režisérem byl většinou Miloslav Jareš, hlavním povoláním režisér Čs. rozhlasu v Praze.[15]

František Filipovský
- Ne bezvýznamný vliv měl na mou práci rozhlasový režisér Miloslav Jareš, jenž v Uranii také pravidelně hostoval…Miloslavu Jarešovi vděčím za nejednu připomínku ke svému herectví i za to, že mi přiblížil shakespearovské postavy, k nimž jsem se na divadle dostával jen zřídka. U Jareše jsem jich však měl celou řadu v jeho rozhlasových inscenacích.[16]

Otto Rádl
- V této souvislosti je třeba se zmínit i o režiséru Miloslavu Jarešovi, z jehož představení v holešoviscké "Legii Malých" vyšel skoro všechen náš herecký dorost s Jarmilou Horákovou v čele. Jarešovi chyběl teoretický program a jednotná stylová linie, přinášel však dobře nastudovaná představení a zejména záslužné hry s dětskými ensembly moderního slohu. Byla to divadelní představení na okraji velkoměsta, opravdu živá a vděčně přijímána.[17]